# Alabama 3
Alabama 3 — музыкальная группа, образовавшаяся в Брикстоне в 1995 году. Группа сочетает в своих песнях несколько направлений, таких как госпел, эйсид-хаус, кантри, рок-н-ролл, блюз, танцевальную и электронную музыку. Сейчас группа носит название A3, после судебного иска кантри-группы Alabama по поводу названия группы. Группа завоевала себе известность после исполнения миксованной версии песни Woke Up This Morning в американском телесериале «Клан Сопрано», которая звучала во вступительной заставке.
Лирика группы полна иронии, исполнители берут на себя роль юмористических персонажей и выступают под псевдонимами. Концерты примечательны развязным поведением исполнителей на сцене.

## История возникновения
Джейк Блэк, будущий солист группы (сцен. псевдоним: The Very Reverend Dr D Wayne Love или просто D Wayne Love) встретил другого будущего солиста Роба Спрегга (сцен. псевдоним: Larry Love) на вечеринке Эйсид-хаус в Южном районе Лондона Пекхэме, где они познакомились и решили создать «первую группу, в которой объединят Хенка Уильямса, барабанные удары и эйсид». После чего Роб позвал в группу своих университетских друзей Пирса Марша (сцен. псевдоним: Mountain of Love, харпер) и Орландо Херрисона (сцен. псевдоним: Spirit of Love, клавишные). В группу постепенно прибывали новые и новые участники, пока не образовался готовый состав.
Начиная творить под псевдонимом First Presleyterian Church of Elvis the Divine (UK) (Первая Преслейтерианская церковь имени Святого Элвиса (UK)), группа позже сменила название на Alabama 3 и заключила контракт с One Little Indian Records в 1997 году, после того как остальные СМИ отклонили их предложения по причине излишней оригинальности песен. В том же 1997 году был выпущен дебютный альбом Exile On Coldharbour Lane. Альбом был выдержан в стиле иронических диалогов между двумя главными солистами группы о современном обществе, о том, что есть Бог, любовь, а также раскрытии персонажей Larry и D Wayne Love разбавленных несколькими песнями в стиле кантри. Британская пресса высмеивала или игнорировала оригинальных музыкантов, но группа была тепло принята в Америке после того, как их песня прозвучала в заглавных титрах популярного американского телесериала Клан Сопрано.

## Члены группы
- Джейк Блек AKA The Very Reverend Dr. D. Wayne Love: вокал
- Саймон (Чувак) Эдвардс AKA Sir Eddie Real: перкуссия, вокал
- Орландо Херрисон AKA The Spirit: клавишные, вокал
- Марк Сэмс AKA Rock Freebase: гитара, бас-гитара
- Аврора Даун: вокал
- Пирс Марш AKA Mountain of Love: программирование, клавишные, гармоника
- Джонни Делафонс AKA L. B. Dope: ударные, перкуссия
- Стив Финнерти AKA LOVEPIPE: производство, гитара и вокал
- Ник Рейнольдс AKA Harpo Strangelove: гармоника, перкуссия, вокал

## Музыка Alabama 3 на ТВ и в фильмах
- Ремиксованная версия песни «Woke Up This Morning» играет в заглавных титрах телесериала Клан Сопрано.
- Часть композиции «M.I.A» играет в фильме 2004 года Фабрика футбола.
- Фрагмент «Sad Eyed Lady Of The Lowlife» можно услышать в начале первого эпизода третьего сезона Клана Сопрано, когда Тони Сопрано идет забирать утреннюю газету.
- «Mansion on the Hill», в фильме Кевина Костнера 3000 миль до Грейсленда.
- «Too Sick to Pray» играет по радио в фильме Угнать за 60 секунд.
- «Peace in the Valley» в фильме Жизнь хуже обычной.
- «Woke Up This Morning» можно услышать в течение почти 50 секунд в эпизоде Симпсонов «Poppa’s Got a Brand New Badge», в то время, когда Жирный Тони и его банда едут к дому Симпсонов. Эпизод является пародией на вступительные титры Сопрано. «Woke Up This Morning» также находится в эпизоде Симпсонов «The Mook, the Chef, the Wife and Her Homer», где приглашенным актером Клана Сопрано были Майкл Империоли и Джо Пантолиано.
- «Sister Rosetta» можно услышать в фильме Рога и копыта.
- Рэпер Nas использовал семплы «Woke Up This Morning» в 2001 году для своего сингла «Got Ur Self A. …»
- «Woke Up This Morning» был также использован в эпизоде BBC Top Gear, в котором команда ехала по Алабаме.
- «Mao Tse Tung Said» в первом эпизоде второго сезона Торчвуд.
- «Ain’t Goin' to Goa» проиграна в фильме Definitely, Maybe.
- В заключительной сцене в первом сезоне эпизода Criminal Minds под названием «Won’t Get Fooled Again» (10/05/05) играет «The Night We Nearly Got Busted».
- Фрагмент «Speed of the Sound of Loneliness» в фильме «Голоса».
- «Mansion on the Hill» используется на начальных титрах 2009 года фильма Хорошие стрелки, написанная Ирвином Уэлшем и Dean Cavanagh.
- Песня «The Night We Nearly Got Busted» вошла в саундтрек игры All Points Bulletin.
- Фрагменты «Too Sick to Pray» и «Sad Eyed Lady Of The Lowlife» звучат в четвертом эпизоде первого сезона сериала «Быть человеком».
- Фрагменты "«Sister Rosetta» звучат в двух частях спецвыпуска "Top Gear в Бирме".

## Дискография

### Студийные альбомы
- Exile on Coldharbour Lane (1997) UK #153
- La Peste (2000) UK #80
- Power in the Blood (2002) UK #88
- Last Train to Mashville, Volume 2 (acoustic) (2003)
- Outlaw (2005) UK #83
- M.O.R. (2007)[4] UK Indie #7
- Hits and Exit Wounds (compilation) (2008)[5]
- Revolver Soul (2010)
- There will be peace in the valley… when we get the keys to the mansion on the hill (2011)
- Shoplifting 4 Jesus (2011)

### Соло
- Robert Love, Ghost Flight (2006)
- The Spirit of Love, «Middle Class Riot» (только на сайте или турах Alabama 3)

### Синглы
- «Ain’t Going to Goa» (1996) UK #98, UK #40 (1998 re-release)
- «Woke Up This Morning» (1997) UK #80, UK #80 (2000 re-issue)
- «Speed of the Sound of Loneliness» (1997) UK #72
- «Converted» (1998) UK #133
- «Mansion on the Hill» (2001) UK #151
- «Wade into the Water» (2001)
- «Reachin'» (2003) UK #176
- «Hello… I’m Johnny Cash» (2005) UK #78
- «How Can I Protect You» (2005)
- «Gospel Train» (2005)
- «Lockdown» (2007)
- «Middle of the Road» (2008)
- «Jaqueline» (2009)
- «Vietnamistan» (2010)

### Live альбомы, импорты, сборники и бутлеги
- Converted pt. 1 (import) (1998)
- Woke Up This Morning (import) (2000)
- Sad Eyed Lady / Alabama3 remixes (2001)
- Mansion on the Hill (import) (2001)
- Ya Basta — Live In Italy (bootleg) (2001)
- Zero Tolerance (bootleg) (2001)
- Transfusion: Power in the Blood Remixes (tour only) (2002)
- Live in Dublin (tour only) (2002)
- The Last Train To Mashville vol. 1 (tour only) (2004)
- Live At Glastonbury 2005 (tour only) (2006)
- Outlaw Remixes (tour only) (2006)
- 12 Step Plan (unofficial release) secret hidden film and tracks. (2010)